# 化州孔庙
化州孔庙，又称化州学宫、文庙，位于广东省化州市宝山南侧，始建于南宋绍兴年间（1131年—1161年），历经元、明、清等重修，现存的化州孔庙占地面积10000多平方米，建筑面积约6000平方米，包括崇圣祠、大成殿、东庑、西庑、名宦祠、乡贤祠、大成门、棂星门及青云路、明伦堂、尊经阁等建筑，是粤西地区规模最大、历史最久、保存最完好的孔庙之一，为广东省文物保护单位、国家AAA级旅游景区。

## 历史
原址初在化州宝山东侧，宋嘉定二年（1209年）建崇圣祠。宋嘉定三年（1209年）州守范良辅迁于城西上郭坡，宋咸淳八年（1272年）再迁城内，元至正十五年（1355年）重建大成殿、东西庑、讲堂（明伦堂）。明弘治年间改迁南郭，明万历二十四年（1596年）又迁往城内。清乾隆十三年（1748年）复迁南郭。现存的学宫为清嘉庆六年（1801年）所重建，除大成殿、西庑、大成门、尊经阁外，其余建筑均为重新修复。

## 建筑
孔庙建筑群前低后高，坐北朝南，为三路三进格局，以棂星门、大成门、大成殿的中路为轴、东西两路对称，东西配置祠宫、厢庑、斋舍等70余间，西路为石龙书院、文昌宫，东路为明伦堂、尊经阁。目前，西路建筑已不复存在，仅余东路入口及建筑。
- 大成殿：孔庙的主体建筑，殿宇高16.8米、宽23米、进深18米，“大成殿”匾额题字取自清朝雍正帝之手笔。大成殿的屋顶结构为重檐歇山顶，如意斗拱木构架以设计精巧而闻名。大殿里设有由精铜铸造的孔子铜像。
- 东庑、西庑：供奉孔子七十二弟子的场所，室内陈列了孔子七十二贤弟子石刻，布置为仿古样式的论语课堂。
- 青云路：位于孔庙东边，为纪念明朝内阁首辅、化州人杨一清自幼在孔庙读书，将庙内道路命名为“青云路”，取平步青云之意。
- 明伦堂：是读书、讲学、研究学问的场所，门口竖有对联“礼义廉耻千古事，信忠孝悌一生心”，以二十四孝石刻浮雕与尊经阁相连。
- 尊经阁：为三间两层建筑，原为教谕讲课之堂，后为藏书楼，存有《十三经》、《廿一史》、《史鉴纲目》等。